# 불프디터 하인츠
불프디터 하인츠(독일어: Wulff-Dieter Heintz, 1930년 6월 3일 ~ 2006년 6월 10일)는 독일의 천문학자로 미국에서 활동했다. 그는 스워스모어 대학교의 천문학 명예 교수였다. 그는 측성계를 이용하여 쌍성을 특성화하는 것을 전문으로 했다.

## 설명
불프디터 하인츠는 1930년 6월 3일에 독일 뷔르츠부르크에서 태어났다. 그는 1953년에 뮌헨 대학교에서 천문학 박사학위를 받았다. 그는 호주의 스트롬로 산에 있는 뮌헨 대학교 천문대의 서던 스테이션에서 연구를 했다. 1969년에 피터 밴더캠프(Peter van de Kamp)는 그를 스프룰 천문대에 교수로 초빙했다. 그 후 그는 직원으로 들어갔고 1972년에 밴더캠프의 은퇴와 함께 천문대장이 되었다. 다만 그는 독일의 시민으로 남아있었다. 그는 열성적이고 전문적인 체스 선수였고 독일어로 된 게임에 관한 책을 썼다. 스워스모어에서 울프의 전임자인 피터 밴더캠프는 1960년대부터 바너드 별 주변의 행성계에 대해 주장했다. 1972년에 밴더캠프가 은퇴한 후로 스프룰 굴절 망원경을 사용하여 제작된 사진건판에 결함이 있는 것으로 드러났으며 동시에 직원 천문학자 사라 리핀콧이 만든 다른 근접 항성 주위의 행성계 주장에도 영향을 미쳤다. 1973년에 감독직을 맡게 된 하인츠는 전 동료의 조사 결과에 의문을 제기하기 시작했고 1976년부터 비평을 발표하기 시작했다. 밴더캠프는 오류를 인정하지 않았고 두 사람은 이 일로 소원해졌다고 보도되었다. 하인츠는 1998년에 교수직에서 은퇴했지만 대학교에서 자주 그리고 인기있는 손님으로 남아있었다. 2006년 6월 10일에 미국의 펜실베이니아주 스워스모어에서 암과 2년간의 투병 끝에 향년 76세의 나이로 세상을 떠났다.

## 같이 보기
- 천문학자
- 천문학
- 독일
- 미국